# P.S. I Love You
«P.S. I Love You» (с англ. — «P.S. Я люблю тебя») — песня группы «Битлз», написанная в основном Полом Маккартни. Песня вышла на стороне «Б» первого сингла группы («Love Me Do») 5 октября 1962 года, а также вошла в первый студийный альбом «Битлз». Позднее песня была включена в мини-альбом All My Loving и в сборный альбом Love Songs.

## История песни
Песня была написана в 1961 году, когда Пол Маккартни был в Гамбурге; некоторые исследователи считают, что она была посвящена тогдашней подружке Маккартни Дот Роне. Однако, сам Маккартни отрицал это. По его словам, это была лишь

…тематическая песня, основанная на письме… Она была почти целиком моей. Не думаю, что Джон к ней сильно приложил руку. Есть такие темы, к которым проще прикрутить песню, чем к другим, и письмо — одна из них… Она не основана на реальности, и я не писал её моей подружке из Гамбурга, как некоторые думают.Оригинальный текст (англ.)…a theme song based on a letter… It was pretty much mine. I don't think John had much of a hand in it. There are certain themes that are easier than others to hang a song on, and a letter is one of them… It's not based in reality, nor did I write it to my girlfriend from Hamburg, which some people think.
— 
Джон Леннон о песне сказал следующее:

Это песня Пола. Он пытался написать нечто вроде «Soldier Boy» группы «The Shirelles». Он написал её в Германии или когда мы ехали в Гамбург или из Гамбурга. Какой-то вклад я, может, и сделал, но не помню ничего особенного. Главным образом это была его песня.
Оригинальный текст (англ.)That's Paul's song. He was trying to write a "Soldier Boy" like The Shirelles. He wrote that in Germany, or when we were going to and from Hamburg. I might have contributed something. I can't remember anything in particular. It was mainly his song.
— 
«Битлз» регулярно исполняли эту песню на своих выступлениях в Cavern Club, где она пользовалась большой популярностью у поклонников.
Писатель Джонатан Котт высказал предположение, что текст песни (точнее, фраза, начинающаяся с «P.S.») является тонкой отсылкой к известной песне 1957 года «Peggy Sue», в которой есть слова «I love you, Peggy Sue».

## Запись песни
Впервые группа записала эту песню во время своей самой первой «пробной» сессии в студии «Эбби Роуд» 6 июня 1962 года, ещё с первым барабанщиком Питом Бестом, однако записи той сессии не сохранились.
Версия, вышедшая на сингле и альбоме, была записана в той же студии за десять попыток 11 сентября 1962 года. К тому времени место барабанщика группы уже занял Ринго Старр, однако он играл лишь на маракасах, тогда как партию ударных при записи исполнил сессионный барабанщик Энди Уайт. Джордж Мартин на этой сессии не присутствовал, поэтому общее руководство осуществлял его помощник Рон Ричардс. Именно он настоял на том, что «P.S. I Love You» не может быть титульной песней сингла и должна выйти на стороне «Б» (по причине того, что уже существовала песня с таким же названием — опубликованная в 1934 году и написанная Джонни Мерсером и Гордоном Дженкинсом).
В записи участвовали:
- Пол Маккартни — основной вокал, бас-гитара
- Джон Леннон — подголоски, акустическая ритм-гитара
- Джордж Харрисон — подголоски, соло-гитара
- Ринго Старр — маракасы
- Энди Уайт — ударные

Группа (уже с Ринго Старром за ударной установкой) ещё трижды записывала эту песню для BBC — 25 октября 1962, 27 ноября 1962 и 17 июня 1963. Эти записи вышли в эфир в радиопередачах Here We Go, Talent Spot и Pop Go The Beatles соответственно.
Песня была включена также в мини-альбом All My Loving, вышедший 7 февраля 1964 года.

## Позиции в чартах
| Год  | Чарт              | Наивысшая позиция |
| ---- | ----------------- | ----------------- |
| 1962 | UK Singles Chart  | 17                |
| 1964 | Billboard Hot 100 | 10                |
| 1982 | UK Singles Chart  | 4                 |

## Кавер-версии
Песня была перепета следующими исполнителями:
- Сонни Куртисом (американский исполнитель) в 1964 году.
- Американской мультипликационной музыкальной группой Alvin and the Chipmunks в 1964 году для альбома The Chipmunks sing the Beatles Hits.
- Словацким исполнителем Петером Липой в 2003 году для его альбома Beatles in Blue(s).

## Комментарий
1. ↑  «Soldier Boy» — сингл группы The Shirelles, занявший в 1962 году верхнюю позицию в американских чартах.